# 1523

## Události
- 20. ledna – Kristián II. Dánský byl donucen abdikovat jako král dánský a norský
- 6. června – Gustav I. Vasa se stává švédským králem a Švédsko se definitivně osamostatňuje na Dánsku
- 19. listopadu – Klement VII. je zvolen 219. papežem
- povstání rytířů v Německu

### Probíhající události
- 1521–1523 – Válka za nezávislost Švédska

## Narození
Česko
- 20. února – Jan Blahoslav, český spisovatel, teolog, historik a biskup Jednoty bratrské († 24. listopadu 1571)
- 12. května – Oldřich Prefát z Vlkanova, český spisovatel, matematik, astronom a cestovatel († 26. červenec 1565)
- 21. prosince – Tomáš Mitis z Limuz, český básník († 31. ledna 1591)

Svět
- 29. ledna – Enea Vico, italský rytec († 18. srpna 1567)

- 17. března – Giovanni Francesco Commendone, italský kardinál a diplomat († 26. prosince 1584)
- 21. března – Kašpar Eberhard, německý luterský teolog a pedagog († 20. října 1575)

- 5. dubna – Blaise de Vigenère, francouzský diplomat a kryptografr († 19. února 1596)
- 5. června – Markéta Francouzská, francouzská princezna († 15. září 1574)

- 18. října – Anna Jagellonská, polská královna a litevská velkokněžna († 9. září 1596)

Neznámé datum
- Francesco Terzio, italský malíř († 20. srpna 1591)
- Gabriele Falloppio, italský lékař a anatom († 9. října 1562)
- Giovanni Stradano, vlámský umělec († 2. listopadu 1605)

## Úmrtí
- 13. srpna – Gerard David, holandský malíř (* ?1460)
- 29. srpna – Ulrich von Hutten, německý učenec, básník a reformátor (* 21. dubna 1488)
- 14. září – Hadrián VI., papež (* 2. března 1459)
- 9. října – Petr IV. z Rožmberka, český šlechtic a hejtman království českého (* 17. ledna 1462)
- 16. října – Luca Signorelli, italský renesanční malíř (* 1445)

Neznámé datum
- Matija Ivanić, hvarský sedlák (* okolo 1445)
- Perugino, italský malíř (* okolo 1450)

## Hlavy států
- České království – Ludvík Jagellonský
- Svatá říše římská – Karel V.
- Papež – Hadrián VI. – Klement VII.
- Anglické království – Jindřich VIII. Tudor
- Francouzské království – František I.
- Polské království – Zikmund I. Starý
- Uherské království – Ludvík Jagellonský
- Španělské království – Karel V.
- Burgundské vévodství – Karel V.
- Osmanská říše – Sulejman I.
- Perská říše – Ismail I.